# BEST WiSHES
『BEST WiSHES』是I WiSH的精選輯。

## 解說
- 解散後僅半年左右發售的精選輯。
- 初回限定版附贈DVD。
- 由於這張專輯的發售，I WiSH除了「旅行的好日子-Tribute Version-」之外幾乎沒有專輯未收錄曲。

## 收錄曲[1]
1. 迎向未來
第一張單曲。富士電視台綜藝節目「戀愛巴士」的主題曲。
2. 再一次…
第一張單曲「迎向未來」c/w
3. 回不去的過往
第一張單曲「迎向未來」c/w
4. 星星相印
第二張單曲。讀賣電視台、日本電視台的日劇『14ヶ月〜妻が子供に還っていく〜』插入歌。
5. 乘著夏日微風
第二張單曲「星星相印」c/w
6. Flower
第二張單曲「星星相印」c/w
7. 約定的那一天
第三張單曲
8. 你踏上旅途那天春天的味道
第三張單曲「約定的那一天」c/w
9. 你和我
第四張單曲。東京電視台動畫『SD GUNDAM FORCE』ED曲。
10. Tomorrow
第四張單曲「你和我」c/w
11. Precious days
第五張單曲
12. 最後的家
第五張單曲「Precious days」c/w
13. 迎向未來 Orchestra version
發售時被宣傳為再結成的新錄樂曲。